# Jacques Courtois (peintre, 1936)
Pour les articles homonymes, voir Courtois et Jacques Courtois.
Jacques Courtois (né le 17 mai 1936, mort le 1er mai 2022 à Paris,[source insuffisante]) est un décorateur et peintre français décoré de la médaille d'honneur du Salon des artistes français en 2018.

## Biographie

### Enfance et formation
Jacques Courtois est né en Normandie le 17 mai 1936. Dès l’enfance, le dessin est son passe-temps favori. Ses premiers dessins sur papier d’écolier évoquent la vie quotidienne de son enfance en Normandie : guerre, avions, militaires, tanks et aussi scènes de sport, coureurs dans différentes attitudes...
À 8 ans, avec le peintre rouennais Lespinasse, il reproduit des illustrations de paysages, découvre les premières notions de peinture et déjà l’envie de devenir artiste peintre.
Sa famille s’installe ensuite dans le Calvados et à 13 ans, il est admis à l’Académie des beaux-arts de Caen, dans la classe du maître Louis Garrido, professeur aussi talentueux qu’exigeant. La rigueur de ses principes l’influenceront tout au long de sa carrière.
À 18 ans, pour sécuriser ses parents soucieux de son avenir, Jacques décide de partir à l'Institut supérieur de peinture de Bruxelles  pour étudier la décoration et la publicité peinte. Il en sortira avec la médaille d’or.

### Décoration
En 1955, Jacques Courtois s’installe à Paris et travaille dans un atelier de décoration de publicité toutes spécialités (carrosseries, stands publicitaires, salons, sérigraphies...) puis dans l’atelier Publidécor spécialisé dans les panneaux publicitaires de cinéma.
À 26 ans, il crée sa propre entreprise de décoration publicitaire spécialisée bientôt dans la décoration foraine. Ses décors pour l’entreprise allemande Huss sont présents en Europe, États-Unis, Brésil, Japon etc. Un modèle réduit est édité par le fabricant Faller, pour le manège Break Dance No 1 décoré par Jacques Courtois.
En 1993, il cède son entreprise à ses collaborateurs.

### Peinture artistique
Jacques Courtois vit et travaille aux Lilas ou en Bretagne où il possède une maison au bord de la ria d'Etel.
En parallèle de son entreprise de décoration, il a toujours pratiqué la peinture artistique. Il s'y adonne exclusivement depuis plus de 20 ans, participant à différents salons en France et à l'étranger. De nombreuses distinctions lui ont été attribuées dont la médaille d'honneur des artistes français au Grand Palais 2018 à Paris
.

« Une des qualités de Jacques Courtois c'est de savoir oublier les détails et anecdotes qui pourraient alourdir son propos, afin de donner à voir l'essentiel d'un paysage ou d'une situation. Comme il le dit: " Mon tableau c'est ma mémoire affective, celle que je sais ou que je crois le mieux exprimer" . Patrice de la Perrière. Univers des arts
 »

### Activité au sein de la Société des artistes français
Jacques Courtois s'implique fortement au sein de la société des artistes français en tant que président adjoint de 2000 à 2010 (auprès du peintre Christian Billet), et en tant que commissaire du salon des artistes français au Grand Palais de 2006 à 2010. Il est également jury depuis 2002  pour ce salon.

## Principales distinctions
- Médaille d’Honneur de la Société des Artistes Français 2018[7]
- Médaille d’or de la société des artistes français de Marseille, Nice[8], Vincennes, Pierrefitte, Asnières, Plessis-Bouchard, Cormeilles en Parisis, au 36e salon du Val de Cher
- Médaille d’argent de Vittel, Montmorency, Tinchebray, Champagne-Ardenne, Deuil la Barre
- Médaille de Bronze de New York, Enghien, Nancy
- Prix de la Fondation Taylor, de Biyo Bijutsu du Japon, de l’Assemblée Nationale à Sannois, Rosa Bonheur, Paul Helleu de Sarzeau, André Peuvrier, Henri Lesur, Jacques Couderc, prix de l’Académie de Sénart, Visage du XXe siècle d’Aix en Provence
- Grand Prix du Conseil Général de Chaville,
- Prix de l’Angélus à Vincennes et au Japon à l’exposition en hommage à JF Millet
- Prix Harpigny de la Société des Artistes Français

## Expositions personnelles
- 2016 Musée des thoniers d’Etel
- 2014 Musée Utrillo Valadon à Sannois
- 2013 Galerie Pygmalion à St Nazaire
- 2012 Galerie Vieceli à Cannes, St Raphaël et Paris
- 2010 Galerie du Casino de Vals les bains, Galerie Bellartea à Biarritz
- 2009 Galerie Pygmalion à St Nazaire
- 2008 Galerie Dupuis à Hardelot, Galerie Damon à Poitiers, Galerie  Vieceli à Cannes, St Raphaël et Paris
- 2007 Galerie Feille à Clairac,Galerie de l’Hôtel de Wicque à Pézenas, Musée Hans Thoma à Bernau (Allemagne), Musée des thoniers d’Etel, Galerie Dupuis à Hardelot
- 2005 Galerie Feille à Clairac, Galerie de L’hôtel de Wicque à Pézenas
- 2004 Galerie Rochebonne à Paris, Trinité Art Gallery à Troyes
- 2003 Galerie municipale de Castelsarrasin
- 2002 Galerie du château de Valençay, Galerie Pygmalion à St Nazaire
- 2001 Galerie d’Ys à Laval, Galerie Tuiliers à Lyon, Galerie  Dupuis à Hardelot, Galerie Rochebonne à Paris
- 2000 Galerie de l’île de Groix
- 1999 Galerie Pygmalion à St Nazaire
- 1995 Espace Richelieu à Granville
- 1990 Conservatoire de musique de Paris XIème
- 1986 Galerie Vanhove à Quimper
- 1981 Hôtel de ville de Montmagny, St Léonard, Villetaneuse
- 1980 Galerie Lemonnier à Rouen

## Invité d'honneur dans les mairies et centres culturels
- Montmagny
- Pierrefitte
- Villetaneuse
- Belz
- Troyes
- Bures-sur-Yvette
- Plessis-Bouchard
- Denain
- Palaiseau
- Montigny les Cormeilles
- Neuville
- Cormeilles en Parisis
- 11e arrondissement de Paris
- Saint-Mandé
- Vincennes
- Montfermeil
- Maisse

## Achats et dons officiels
- 2009 : Ville d’Equilon-Plage : « L’or de la terre »
- 2005 :  Sainte Maure de Touraine: Prix de la ville : « Souvenir d’Orient »
- 2011 : Ste Maure de Touraine : Prix de la communauté de communes.« Marché aux chevaux»
- Musée des thoniers d ‘Etel : 6 toiles peintes (Port d’Etel, La criée, Avant le départ, Drame de la Barre en octobre 1958, Le drame de 1930, L’attente sur le quai en 1930)
- 1996 : Fresque Pierre et le loup: Don à l’Institut Gustave Roussy de Villejuif
- 1994 : Fresque de la salle de danse  de la ville de Plouhinec (56680)
- 1987 : Fresques à la halte garderie  et à l’école maternelle de Montmorency.
- 1984 : Dugny : « Chantier naval »
- 1983 : Fresques de la salle omnisports de Plouhinec (56680)
- 1980 : Deuil la Barre : Chantier naval de Douarnenez
- 1977 : Montmagny : Port de Saint Goustan  : Dessin crayon sur papier
- 2014 : Sannois : La Pointe Saint Mathieu, peinture à l’huile sur toile restituée à l’artiste lors de la      	            fermeture du musée : sera rendue à la ville lors de son éventuelle réouverture

## Articles de presse
(février 2020).
- 2016 : Ouest-France
- 2014 : Article Univers de Arts  n° 176 « Au gré de mes rencontres »
- 2011 : Univers des Arts n° 161 Exposition à Paris «Sous le ciel de Paris »
- 2010 : Univers des Arts n°154  Th. Sznytka
- 2010 : Sud-Ouest A.d’Arles, A. de la Cerda
- 2009 : Univers des Arts n°145 P.de la Perrière
- 2008 : Univers des Arts  n°135 article C.Josset, Création contemporaine n°8, Art Actualité Th Szytka
- 2008 : Univers des Arts n°130 article M.Chauveau Hardelot
- 2008 : Galerie Picasso Denain article La voix du Nord
- 2007 : Univers des Arts n° 122
- 2007 : Sud-Ouest 14/03/2007
- 2007 : La République 12/04/2007
- 2007 : Hans-Thom-Kunstmuseum Bernau im Schwarzwald Allemagne Badische Zeitung 20/03/07
- 2007 : Rétrospective Courtois au Musée des Thoniers d’Etel Ouest France et télégramme 06/2007
- 2006 : Univers des Arts n°112 Au fil de l’eau La voix du Nord 06/2006
- 2005 : Univers des Arts n°95 Sud Ouest La gazette de la Vallée 6/1/2005  Le Républicain 13/1/2005
- 2002 : Art Actualités, Gal du Château Valençay 06/2002 T.Sznytka
- 2002 : L’Echo La Marseillaise 5/2002
- 2001 : Univers des Arts n°64, Gal des Tuiliers de Lyon « Couleurs et lumières »  P. de La Perrière
- 2001 : Univers des Arts n°57 E.Michon
- 1986 : Ouest France F. Rossi
- 1985 : Echo d’Enghien
- 1982 : Télégramme  juillet
- 1982 : Ouest France juillet